# Чемпионат мира по биатлону 1994
29-й чемпионат мира по биатлону прошёл в марте 1994 года в городе Канмор (Канада) в рамках 6-го этапа Кубка мира. Он состоял из единственного вида — командной гонки, поскольку остальные дисциплины вошли в программу зимних Олимпийских игр 1994 года в Лиллехаммере.

## Мужчины

### Командная гонка
| Место | Страна   | Спортсмен                                                                | Время | Стр. |
| ----- | -------- | ------------------------------------------------------------------------ | ----- | ---- |
| 1     | Италия   | Пьеральберто Каррара Хуберт Ляйтгеб Андреас Цингерле Вильфрид Палльхубер | …     | …    |
| 2     | Россия   | Владимир Драчёв Алексей Кобелев Валерий Кириенко Сергей Тарасов          | …     | …    |
| 3     | Германия | Йенс Штайниген Марко Моргенштерн Петер Зендель Штефан Хоос               | …     | …    |
| 4     | Норвегия | Сильфест Глимсдаль Уле-Эйнар Бьёрндален Халвар Ханевольд Йон Оге Тюллум  | …     | …    |

## Женщины

### Командная гонка
| Место             | Страна   | Спортсмен                                                             | Время   | Стр.    |
| ----------------- | -------- | --------------------------------------------------------------------- | ------- | ------- |
| 1                 | Беларусь | Наталья Пермякова Наталья Рыженкова Ирина Кокуева Светлана Парамыгина | 23:37.1 | 2+1+1+0 |
| 2                 | Норвегия | Анн-Элен Шелбрейд Эсе Идланд Анетт Сиквеланд Хильдегунн Фоссен        | 23:47.6 | 0+1+1+4 |
| 3                 | Франция  | Эммануэль Кларе Натали Бозир Коринн Ниогре Вероник Клодель            | 23:57.6 | 0+0+2+0 |
| Финишный протокол |          |                                                                       |         |         |

## Зачёт медалей
| Место | Страна   | Золото | Серебро | Бронза | Итого |
| ----- | -------- | ------ | ------- | ------ | ----- |
| 1     | Италия   | 1      | 0       | 0      | 1     |
| 1     | Беларусь | 1      | 0       | 0      | 1     |
| 3     | Россия   | 0      | 1       | 0      | 1     |
| 3     | Норвегия | 0      | 1       | 0      | 1     |
| 5     | Германия | 0      | 0       | 1      | 1     |
| 5     | Франция  | 0      | 0       | 1      | 1     |